# McDonnell Douglas MD-90
Il McDonnell Douglas MD-90 è un aereo da trasporto aereo civile progettato e costruito dalla McDonnell Douglas (in seguito acquisita dalla Boeing) come variante a lungo raggio del McDonnell Douglas MD-80

## Storia
In seguito al successo parziale del McDonnell Douglas MD-80, la McDonnell Douglas pensò a un aereo che potesse fare concorrenza con il Boeing 737 e l'Airbus A320. Si decise di sviluppare l'MD-90, che avrebbe avuto molti elementi in comune con l'MD-80, ma avrebbe avuto motori IAE V2500 da 111 kn e ali ridisegnate. L'aereo fu presentato il 14 novembre 1989 e fece il primo volo il 22 febbraio 1993. la Delta Air Lines ne ordinò 50 velivoli più un'opzione per altri 110.

## Varianti
Proposte e costruite:
- MD-90-30: versione base con 2 V2525-D5 e un cockpit simile a quello dell'MD-88.
- MD-90-30IGW: versione con maggior peso costruito in 1 esemplare.
- MD-90-30ER: versione a raggio più lungo costruito in 2 esemplari.
- MD-90-30T: variante cinese prodotta dalla CATIC in 2 esemplari.
- MD-90-30EFD: versione con strumentazione simile all'MD-11 prodotta in 28 esemplari.

Proposte:
- MD-90-10: variante lunga quanto l'MD-87.
- MD-90-10EC: variante europea non costruita derivata dall'MD-90-10.
- MD-90-20: versione simile all'MD-80 con motori IAE V2500.
- MD-90-30EC: variante europea non costruita.
- MD-90-40: versione con l'avionica dell'MD-11 mai costruita.
- MD-90-40EC: variante europea mai costruita dell' MD-90-40.
- MD-90-50ER: versione simile all'MD-90-30 con 2 IAE V2528 e 2 serbatoi nel ventre dell'aereo.
- MD-90-55: versione mai costruita con la capienza dell'MD-90-50ER.

## Incidenti
L'MD-90 è stato coinvolto in 3 incidenti, di cui 1 con la perdita dell'aereo:
- Volo Uni Air 873: l'MD-90 che operava il volo ha preso fuoco dopo l'atterraggio per un'esplosione causata da una bottiglia di un passeggero contenente benzina. Sono sopravvissuti 95 passeggeri su 96 con 27 feriti e 1 decesso.